# 威廉·伦肖
威廉·伦肖（英語：William Renshaw，1861年1月3日—1904年8月12日），英国前男子网球运动员。他曾获得温布尔登网球锦标赛男子单打冠军、男子双打冠军。他于1896年退役。

## 家庭
孪生兄弟欧内斯特·伦肖。